# Préaux (Ardèche)
Préaux é uma comuna francesa na região administrativa de Auvérnia-Ródano-Alpes, no departamento de Ardèche. Estende-se por uma área de 22,33 km². Em 2010 a comuna tinha 705 habitantes (densidade: 31,6 hab./km²).